# Ztraceni v Mnichově
Ztraceni v Mnichově (bra Lost in Munich) é um filme tcheco de 2015, do gênero comédia dramática dirigido e escrito por Petr Zelenka.
Foi selecionado como representante de seu país ao Oscar de melhor filme estrangeiro em 2017.

## Elenco
- Martin Myšička - Pavel Liehm
- Marek Taclík - Jakub
- Jana Plodková - Secretária
- Václav Kopta - Editor
- Václav Neužil - Plodková
- Tomáš Bambušek - Tomáš
- Vladimír Škultéty - Vladimír
- Jiří Rendl - Adam
- Jitka Schneiderová - Esposa de Pavel
- Stanislas Pierret - Gérard Pierret
- Marcial Di Fonzo Bo - Jean Dupont[6]